# Наташа Станкович
Наташа Станкович (нар. 4 березня 1992) — сербська танцівниця, модель та актриса, що мешкає у місті Мумбай, Індія. Дебютувала 2013 року в Боллівуді у стрічці Сатьяграха (режисер Пракаш Джа). Популярність вона здобула, коли з'явилася в серіалі Bigg Boss (8 сезон хінді) (2014), де вона була в будинку протягом місяця.

## Кар'єра
У 2012 році Станкович переїхала до Індії, щоб продовжити акторську кар'єру. Вона розпочала свою кар'єру як модель для брендів Johnson & Johnson. У 2013 році вона дебютувала у Боллівуді з фільмом « Сатьяграха» режисера Пракаш Джа, де вона з’явилася у танцювальному номері «Aiyo Ji» разом Аджай Девнь.  Пізніше в 2014 році вона з’явилася в шоу Bigg Boss, де пробула в будинку один місяць.  Популярність вона здобула, коли з’явилася у популярному танцювальному номері «DJ Waley Babu» від Бадшага.  У 2016 році вона з’явилася у фільмі 7 годин, щоб йти режисером Саурабх Варма. У фільмі вона зіграла роль копа і виступала в екшн-сценах.  У 2017 році Станкович знялася у популярному танцювальному номері "Mehbooba" з фільму " Фукрей повертається", за що отримала нагороду.  У 2018 році вона зіграла камео у фільмі Нуль, режисера Аананда Л. Рай, разом із Шах Рух Ханом та Катріною Кайф. Станкович дебютував у цифровому форматі у 2019 році з вебсеріалом The Holiday від Zoom Studios разом з Адах Шарма .   Її бачили в 9 сезоні телесеріалу танцювальному реаліті-шоу Nach Baliye разом з Елі Гоні. 

## Фільмографія
| Рік      | Ім'я                | Роль          | Примітка                                            |
| -------- | ------------------- | ------------- | --------------------------------------------------- |
| 2013 рік | Сатьяграха          | камео         | Особлива поява у пісні Aiyo Ji Song                 |
| 2017 рік | Повертається Фукрей | камео         | Особлива поява у пісні Mehbooba Song                |
| 2017 рік | Тато                | камео         | Особлива поява у пісні " Zindagi Meri Dance Dance " |
| 2018 рік | Люпт                | камео         | Особлива поява у пісні "Bhoot Hu Main"              |
| 2018 рік | Нуль                | Подруга Адіти | Зовнішній вигляд камери                             |

## Телебачення
| Рік      | Ім'я          | Роль         | Канал     | Реф.   |
| -------- | ------------- | ------------ | --------- | ------ |
| 2014 рік | Bigg Boss 8   | учасник      | Colors TV | [ 6 ]  |
| 2019 рік | Nach Baliye 9 | конкурсантка | Star Plus | [ 12 ] |

## Музичні відео
| Назва пісні   | Співачка | Рік      | Пос.  |
| ------------- | -------- | -------- | ----- |
| DJ Waley Babu | Бадша    | 2014 рік | [ 7 ] |

## Зовнішні посилання
Наташа Станкович на сайті IMDb (англ.)